# André Marcon
Pour les articles homonymes, voir Marcon (homonymie).
André Marcon est un acteur et metteur en scène français né le 6 juillet 1948 à Saint-Étienne.

## Biographie

### Théâtre
André Marcon a notamment travaillé au théâtre avec Bernard Sobel dans La Ville de Paul Claudel et Tartuffe de Molière, avec Jean-Pierre Vincent dans Le Mariage de Figaro de Beaumarchais, avec Roger Planchon, également avec Georges Lavaudant dans Baal de Bertolt Brecht.
Il a aussi travaillé avec Klaus Michael Grüber dans La Mort de Danton de Georg Büchner, Peter Zadek dans Mesure pour mesure de Shakespeare, Jacques Lassalle dans L’heureux stratagème de Marivaux, Alain Françon, Bruno Bayen, Valère Novarina, Jean-Louis Benoît, Didier Bezace, Luc Bondy ou encore Yasmina Reza dans Le dieu du carnage…
Il a mis en scène et interprété Le Monologue d’Adramelech et Le Discours aux animaux de Valère Novarina.
André Marcon a reçu le Prix du Syndicat de la Critique pour son interprétation dans Baal de Brecht et pour Le Discours aux animaux de Valère Novarina.

### Cinéma
Au cinema il a tourné, entre autres, sous la direction de Michel Deville, Alain Tanner, Jean-Luc Godard, Christine Pascal, Jacques Rivette, Marion Vernoux, Yves Angelo, Olivier Assayas, Vincent Pérez, Olivier Dahan, Luc Bondy, Bertrand Bonello, Mia Hansen-Løve… Il fut nommé en 2016 au César du meilleur acteur dans un second rôle pour Marguerite et interprète le rôle d’Émile Zola dans J’accuse de Roman Polanski.

### Vie privée
Il est marié avec l'actrice Dominique Reymond.

## Filmographie

### Cinéma

#### Longs métrages
- 1976 : La Communion solennelle de René Féret : Lucien Gravet
- 1977 : Des enfants gâtés de Bertrand Tavernier : le peintre
- 1977 : Pourquoi pas ! de Coline Serreau : le nouveau mari de l'ex de Fernand
- 1978 : Mémoire commune de Patrick Poidevin
- 1980 : À vendre de Christian Drillaud : Coco
- 1980 : Le Voyage en douce de Michel Deville : l'homme du concert
- 1983 : Itinéraire bis de Christian Drillaud : Robert
- 1987 : Une flamme dans mon cœur d'Alain Tanner : Etienne
- 1989 : Zanzibar de Christine Pascal : Vito Catene
- 1993 : Faut-il aimer Mathilde ? d'Edwin Baily : Charly
- 1994 : Jeanne la Pucelle de Jacques Rivette : Charles
- 1994 : Personne ne m'aime de Marion Vernoux : Jacques Meyer
- 1995 : Haut bas fragile de Jacques Rivette : Roland
- 1995 : L'Amour conjugal de Benoît Barbier : l'officier chez Squirat
- 1996 : Capitaine au long cours de Bianca Conti Rossini : Georges
- 1998 : Requiem d'Alain Tanner : Pierre
- 1998 : Voleur de vie d'Yves Angelo : Steindor
- 1998 : Une minute de silence de Florent-Emilio Siri : propriétaire du snack
- 1998 : Fin août, début septembre d'Olivier Assayas : Hattou
- 2000 : Les Destinées sentimentales d'Olivier Assayas : Desca
- 2000 : Le Pornographe de Bertrand Bonello : Louis
- 2001 : Peau d'ange de Vincent Perez : père Angèle
- 2001 : La Vie promise d'Olivier Dahan : Piotr
- 2002 : Les Baigneuses de Viviane Candas : le clochard
- 2003 : Ne fais pas ça ! de Luc Bondy : Paul
- 2003 : Pourquoi (pas) le Brésil de Laetitia Masson : le père de Christine (voix uniquement)
- 2005 : Les Brigades du Tigre de Jérôme Cornuau : Jean Jaurès
- 2005 : L'Œil de l'autre de John Lvoff : Gaspard
- 2005 : La Tourneuse de pages de Denis Dercourt : M. Werker
- 2009 : 36 vues du pic Saint-Loup de Jacques Rivette : Alexandre
- 2009 : Rapt de Lucas Belvaux : André Peyrac
- 2009 : Le Père de mes enfants de Mia Hansen-Løve : l'administrateur
- 2012 : Au galop de Louis-Do de Lencquesaing : le conseiller financier
- 2012 : De l'autre côté du périph de David Charhon : Jean-Éric Chaligny
- 2013 : La Grande Boucle de Laurent Tuel : Daniel Lafarge
- 2013 : Gare du Nord de Claire Simon : François
- 2013 : Les Garçons et Guillaume, à table ! de Guillaume Gallienne : le père de Guillaume
- 2014 : Trois cœurs de Benoît Jacquot : Philippe Castan, le maire
- 2015 : Un homme idéal de Yann Gozlan : M. Fursac
- 2015 : Marguerite de Xavier Giannoli : Georges Dumont
- 2016 : L'Avenir de Mia Hansen-Løve : Heinz
- 2017 : Au revoir là-haut d'Albert Dupontel : l'officier
- 2018 : Volontaire d'Hélène Fillières : le père
- 2018 : Au bout des doigts de Ludovic Bernard : André Ressigeac
- 2019 : J'accuse de Roman Polanski : Émile Zola
- 2019 : Le meilleur reste à venir de Matthieu Delaporte et Alexandre de La Patellière : Le prêtre
- 2020 : Éléonore d'Amro Hamzawi : Harold Graziani
- 2021 : Boîte noire de Yann Gozlan : Philippe Dorval
- 2021 : Illusions perdues de Xavier Giannoli : Baron du Châtelet
- 2021 : Le Bal des folles de Mélanie Laurent : Docteur Gleizes
- 2021 : Une jeune fille qui va bien de Sandrine Kiberlain : André
- 2022 : Maestro(s) de Bruno Chiche : Alexandre Mayer
- 2023 : Les Âmes sœurs d'André Téchiné : Marcel
- 2023 : Bonnard, Pierre et Marthe de Martin Provost : Claude Monet
- 2023 : Un jour fille de Jean-Claude Monod : Père Guy
- 2025 : L'Affaire de l'esclave Furcy d'Abd al Malik

#### Courts métrages
- 1986 : Nuit de Chine de Catherine Corsini
- 2005 : Nationale d'Alix Barbey

### Télévision
- 1977 : La Maison des autres (segments La Plonge et La Revanche) de Jean-Pierre Marchand
- 1984 : L'An Mil, de Jean-Dominique de La Rochefoucauld
- 1990 : La Grande Dune de Bernard Stora
- 1992 : Secret de famille d'Hervé Baslé
- 1994 : George Sand, une femme libre de Gérard Poitou-Weber
- 1995 : Le Gardien du feu de Michelle Porte
- 1997 : Entre terre et mer d'Hervé Baslé
- 2002 : La Crim', épisode L'envers du décor
- 2004 : Le Grand Patron, épisode L'ombre de la rue
- 2006 : L'État de Grace de Pascal Chaumeil
- 2006 : Le Cri d'Hervé Baslé
- 2007 : Épuration de Jean-Louis Lorenzi
- 2007 : Avocats et Associés, épisode Le choix du père
- 2009 : Fais pas ci, fais pas ça, épisodes La dynamique du cadre, Grosse déprime et Les bonnes manières
- 2010 : Carlos d'Olivier Assayas : Philippe Rondot
- 2011 : La Vénitienne de Saara Saarela
- 2011 : Pasteur d'Alain Brunard : Louis Pasteur
- 2011 : Mort d'un président de Pierre Aknine : Pierre Juillet
- 2011 : La Très excellente et divertissante histoire de François Rabelais d'Hervé Baslé : Frapin
- 2011 : Goldman de Christophe Blanc : Marcel Leclerc
- 2012 : L'Affaire Gordji : Histoire d'une cohabitation de Guillaume Nicloux : Charles Pasqua
- 2013 : Crime d'état de Pierre Aknine : Jacques Foccart
- 2015 : Sanctuaire d'Olivier Masset-Depasse : François Mitterrand
- 2016 : La Main du mal de Pierre Aknine : Pierre Lacombe
- 2018 : Une mère sous influence, d'Adeline Darraux
- 2019 : Marie-Antoinette, ils ont jugé la reine de Alain Brunard : Le Président du Tribunal Martial Herman
- 2023 : Le Colosse aux pieds d'argile de Stéphanie Murat : Bernard
- 2023 : D'argent et de sang de Xavier Giannoli : Frydman

## Théâtre
(les mises en scène des spectacles dont le nom du metteur en scène n'est pas précisé, sont d'André Marcon)
- 1967 : Le Revizor de Nicolas Gogol, mise en scène Edmond Tamiz, Comédie de Saint-Étienne Théâtre de l'Est parisien
- 1968 : Le Dragon d'Evgueni Schwarz, mise en scène Antoine Vitez, Comédie de Saint-Étienne, Maison de la Culture de Grenoble, Maison de la Culture de Bourges
- 1968 : Le Monte-Plats d'Harold Pinter, mise en scène Chattie Salaman, Comédie de Saint-Etienne
- 1969 : L'Opéra des gueux de John Gay, mise en scène Chattie Salaman, Comédie de Saint-Étienne
- 1975 : L’Ombre d'Evguéni Schwartz, mise en scène Gildas Bourdet, Festival d’Avignon
- 1977 : Péricles, prince de Tyr de William Shakespeare, mise en scène Roger Planchon, TNP Villeurbanne
- 1978 : Antoine et Cléopâtre de William Shakespeare, mise en scène Roger Planchon, TNP Villeurbanne, Maison de la culture de Nanterre
- 1978 : Péricles, prince de Tyr de William Shakespeare, mise en scène Roger Planchon, Maison de la culture de Nanterre
- 1979 : No Man's Land d'Harold Pinter, mise en scène Roger Planchon, TNP Villeurbanne, Théâtre du Gymnase Marie Bell
- 1980 : No Man's Land d'Harold Pinter, mise en scène Roger Planchon, TNP Villeurbanne, Nouveau théâtre de Nice
- 1980 : Dom Juan de Molière, mise en scène Roger Planchon, TNP Villeurbanne, Théâtre national de l'Odéon
- 1984 : Faut-il choisir ? Faut-il rêver ? de Bruno Bayen, mise en scène de l'auteur, Théâtre national de Chaillot
- 1984 : Le Monologue d'Adramélech de Valère Novarina, mise en scène Christian Rist, Festival de La Rochelle
- 1984 : L'Heureux Stratagème de Marivaux, mise en scène Jacques Lassalle, Théâtre national de Strasbourg, Théâtre national de l'Odéon en 1985
- 1985 : Le Monologue d'Adramélech de Valère Novarina, mise en scène Christian Rist, Festival d'Avignon, Théâtre de la Bastille, Café de la danse
- 1986 : Le Monologue d'Adramélech de Valère Novarina, mise en scène Christian Rist, Festival d'automne à Paris
- 1986 : Le Discours aux animaux de Valère Novarina, Théâtre des Bouffes du Nord Festival d'automne à Paris
- 1986 : La Ville de Paul Claudel, mise en scène Bernard Sobel, Théâtre Nanterre-Amandiers : Cœuvre
- 1987 : Le Mariage de Figaro de Beaumarchais, mise en scène Jean-Pierre Vincent, Théâtre national de Chaillot
- 1987 : Le Discours aux animaux de Valère Novarina, Festival d'Avignon
- 1987 : Baal de Bertolt Brecht, mise en scène Georges Lavaudant, Théâtre de la Ville, TNP
- 1989 : Andromaque de Racine, mise en scène Roger Planchon, TNP Villeurbanne
- 1989 : La Mort de Danton de Georg Büchner, mise en scène Klaus Michael Grüber, Théâtre Nanterre-Amandiers, TNP Villeurbanne, Maison de la Culture de Grenoble, Comédie de Caen, tournée
- 1991 : L'Inquiétude de Valère Novarina, mise en scène Marc Blezinger, Festival d'Avignon
- 1991 : Je suis de Valère Novarina, mise en scène de l'auteur, Festival d'automne à Paris Théâtre de la Bastille
- 1992 : Les Dits de lumière et d'amour d'Ève Duperray, mise en scène Marie-Paule André, Festival d'Avignon
- 1995 : Antoine et Cléopâtre de William Shakespeare, mise en scène Pascal Rambert, MC93 Bobigny
- 2000 : L'Origine rouge de Valère Novarina, mise en scène de l'auteur, Festival d'Avignon, Festival d'automne à Paris Théâtre national de la Colline, Théâtre national de Strasbourg
- 2001 : Visage de feu de Marius von Mayenburg, mise en scène Alain Françon, Théâtre national de la Colline
- 2002 : L'Origine rouge de Valère Novarina, mise en scène de l'auteur, La Rose des vents
- 2002 : Skinner de Michel Deutsch, mise en scène Alain Françon, Théâtre national de la Colline
- 2004 : Une pièce espagnole de Yasmina Reza, mise en scène Luc Bondy, Théâtre de la Madeleine
- 2006 : Loin de Corpus Christi de Christophe Pellet, mise en espace Jacques Lassalle, Festival de théâtre Nava Limoux
- 2006 : Dans la luge d'Arthur Schopenhauer de Yasmina Reza, mise en scène Frédéric Bélier-Garcia, Théâtre Ouvert
- 2008 : Le dieu du carnage de Yasmina Reza, mise en scène de l'auteur, Théâtre Antoine
- 2008 : L'Annonce faite à Marie de Paul Claudel, mise en scène Christophe Perton, Festival d'Alba-la-Romaine
- 2009 : La Ville de Martin Crimp, mise en scène Marc Paquien, Théâtre des Célestins, Théâtre des Abbesses, Théâtre national de Bordeaux en Aquitaine, Théâtre du Nord, tournée
- 2009 : Roberto Zucco de Bernard-Marie Koltès, lecture mise en espace Georges Lavaudant, Théâtre de la Ville
- 2009 : Un Siècle de fureurs, Georges Bernanos, Paul Claudel, Charles Péguy, adaptation et mise en espace Gérald Garutti, Rencontres littéraires de Brangues
- 2009 : Le Dialogue des Carmélites, Georges Bernanos, adaptation et mise en espace Gérald Garutti, Rencontres littéraires de Brangues
- 2010 : L'Infâme de Roger Planchon, mise en voix Jacques Rosner, Théâtre Ouvert
- 2010 : La Tempête... de William Shakespeare, mise en scène de Georges Lavaudant, MC93 Bobigny
- 2013 : La Locandiera de Carlo Goldoni, mise en scène Marc Paquien, Théâtre des Sablons (Neuilly-sur-Seine), Théâtre des Célestins, Théâtre de l'Atelier
- 2013: Discours  aux  Animaux de  Valère Novarina, Grenier de Chèvremont et Musée de la Cour d'Or

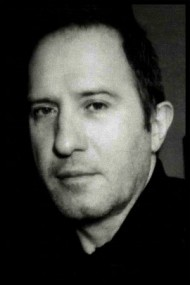
André Marcon en 2013.

- 2014 : Comment vous racontez la partie de et mise en scène Yasmina Reza, Théâtre Liberté, Théâtre du Rond-Point, tournée
- 2015 : Le Malade imaginaire de Molière, mise en scène Michel Didym, Théâtre de la Manufacture, tournée
- 2016 : Nous voulons nous mettre en danger au nom de la vérité. Stefan Zweig / Klaus Mann, texte et mise en espace Gérald Garutti, Festival de la correspondance de Grignan
- 2017 : Hôtel Feydeau, d'après Georges Feydeau, mise en scène Georges Lavaudant, Théâtre de l'Odéon
- 2017: Le Malade imaginaire de Molière, mise en scène Michel Didym, Théâtre Déjazet
- 2019 : Le Faiseur de théâtre de Thomas Bernhard, mise en scène Christophe Perton, théâtre Déjazet
- 2019 : La Dame de chez Maxim de Georges Feydeau, mise en scène Zabou Breitman, théâtre de la Porte Saint Martin
- 2020 : Anne-Marie la beauté, de et mise en scène Yasmina Reza, théâtre de la Colline
- 2020 : Avant la retraite de Thomas Bernhard, mise en scène Alain Françon, Théâtre de la Porte Saint-Martin
- 2022 : En attendant Godot de Samuel Beckett, mise en scène Alain Françon, Nuits de Fourvière puis tournée
- 2023 : En attendant Godot de Samuel Beckett, mise en scène Alain Françon, La Scala (Paris)
- 2023 : James Brown mettait des bigoudis de Yasmina Reza, théâtre de la Colline
- 2024 : James Brown mettait des bigoudis, de et mise en scène Yasmina Reza, Théâtre Marigny

## Distinctions

### Récompenses
- Prix du Syndicat de la critique 1988 : meilleur comédien dans Baal et Discours aux animaux
- Prix du Syndicat de la critique 2020 : meilleur comédien pour Anne-Marie Beauté[3]

### Nominations
- César 2016 : César du meilleur acteur dans un second rôle pour Marguerite
- Molières 2022 : Molière du comédien dans un spectacle de théâtre privé pour Avant la retraite

### Décoration
- Commandeur de l'ordre des Arts et des Lettres (2018)[4].